# Die Farbe der Milch
Der preisgekrönte, norwegische Kinderfilm Die Farbe der Milch (Originaltitel: Ikke naken, norwegisch für Nicht nackt) ist eine Tragikomödie, aber auch ein Liebesfilm und wurde am 27. August 2004 zum ersten Mal gezeigt. Er wurde in Deutschland vom Arsenal Filmverleih veröffentlicht. Er beruht auf der literarischen Vorlage Ikke naken, ikke kledt von Torun Lian.

## Handlung
Die Mutter der zwölfjährigen Selma starb bei deren Geburt. Auch aufgrund ihrer chaotischen Familie hält Selma daher Beziehungen für ein gefährliches Ärgernis, mit dem sie nichts zu tun haben will. Auch ihre Freundinnen wollen nichts von den Jungen wissen. Doch sie alle werden während eines Sommers nicht von der Pubertät verschont. Der coole Andy schafft es, sich Selma anzunähern und diese interessiert sich für einen geheimnisvollen, schwedischen Studenten, der plötzlich auftaucht. Selma muss sich und Andy schließlich ihre Gefühle für ihn eingestehen.

## Hintergrund
Der Film thematisiert die erwachende Sexualität mehrerer Mädchen und Jungen. Die aus 2000 Mädchen für die Rolle der melancholischen und selbstbewussten Selma gecastete Julia Krohn grenzt sich in Off-Monologen und Dialogen ständig von der Liebe ab, entwickelt aber, für den Zuschauer leicht zu durchschauen, bereits Gefühle für das andere Geschlecht. Die filmische Darstellung des frühpubertären Verhaltens und Denkens wurde für ihren Realismus gelobt und etwa vom Bundesverband Jugend und Film zum Einsatz im Schulunterricht empfohlen.

## Kritiken
»Der skurrile Witz entsteht aus den Widersprüchen zwischen Selmas Gedanken und dem, was zu sehen ist. Bisweilen erscheinen die Erwachsenen im Beziehungsclinch ein bisschen zu überdreht, aber das stört kaum, denn von allen Katastrophen bleibt die Liebe die größte und beste. Einfühlsam und humorvoll.«
Manfred Hobsch, Der Tagesspiegel, Berlin, 8. Februar 2007
»Eine weitgehend bezaubernde und leichtfüßige Heranwachs-Komödie mit wunderbar durchgeknallten Figuren sowie einer ganzen Flut rotzfrecher und fangfrischer Dialoge … Dieser herzige und knuffige Film [bereitet] viel Freude – und ist allein für junge Zuschauer viel zu schade.«
Oliver Reinhard, Sächsische Zeitung, Dresden, 8. Februar 2007

## Auszeichnungen
Nordische Filmtage Lübeck 2004: Kinderfilmpreis des Nordischen Filminstituts, Internationales Kinderfilmfest Oulu (Finnland) 2004: CIFEJ-Preis, Europäisches Jugendfilmfest Vlaanderen (Belgien) 2005: Bester Spielfilm, Berlinale 2005: Lobende Erwähnungen der Jury des Deutschen Kinderhilfswerks und der Jury des Kinderfilmfests, Filmfestival Zlín (Tschechien) 2005: Bester Kinderspielfilm, Internationes Filmfestival für Kinder und Jugendliche Montevideo (Uruguay) 2005: Bester Spielfilm, Black Nights Filmfestival Tallinn (Estland) 2005: Bester Kinderfilm, Filmfest LeoLiese, Leipzig 2006: Preis der Kinderjury